# Platycnemis subaequistyla
Platycnemis subaequistyla är en trollsländeart som först beskrevs av Fraser 1928.  Platycnemis subaequistyla ingår i släktet Platycnemis och familjen flodflicksländor. IUCN kategoriserar arten globalt som livskraftig. Inga underarter finns listade i Catalogue of Life.